# 陈志恺
陈志恺（1926年11月28日—2013年10月19日），上海人，中国水利规划水文水资源专家。

## 生平
1950年毕业于交通大学。2001年当选为中国工程院院士。